# HMS Unique (N95)
Pour les autres navires du même nom, voir HMS Unique.
Le HMS Unique (Pennant number: N95) est un sous-marin de la classe Umpire ou Classe U  de la Royal Navy. Il a été construit en 1940 par Vickers Armstrong à Barrow-in-Furness (Angleterre).

## Conception et description
Bien que faisant partie du deuxième groupe, le Unique avait les caractéristiques du premier groupe de sous-marins de classe U. Les sous-marins avaient une longueur totale de 58,22 mètres et déplaçaient 549 t en surface et 742 t en immersion. Les sous-marins de la classe U avaient un équipage de 31 officiers et matelots.
Le Unique était propulsé en surface par deux moteurs diesel fournissant un total de 615 chevaux-vapeur (459 kW) et, lorsqu'il était immergé, par deux moteurs électriques d'une puissance totale de 825 chevaux-vapeur (615 kW) par l'intermédiaire de deux arbres d'hélice. La vitesse maximale était de 11,25 nœuds (20,8 km/h) en surface et de 10 nœuds (19 km/h) sous l'eau.
Le Unique était armé de quatre tubes lance-torpilles de 21 pouces (533 mm) à l'avant et de 2 tubes lance-torpilles en externes et transportait également quatre recharges pour un total de 10 torpilles. Le sous-marin était également équipé d'un canon de pont de 3 pouces (76 mm) et de 3 mitrailleuses pour la lutte anti-aérienne.

## Carrière
Le sous-marin Unique a été posé au chantier Vickers Armstrong à Barrow-in-Furness le 30 octobre 1939, lancé le 6 juin 1940 et mis en service le 27 septembre 1940.
Le Unique a passé la plus grande partie de sa carrière à opérer en Méditerranée à partir du milieu de l'année 1941 sous le commandement du Lieutenant Arthur Hezlet, où il a coulé le navire de passagers et de fret italien Fenicia et le transporteur de troupes italien Esperia. Il a également endommagé le cargo italien Arsia, qui a été déclaré par la suite perte totale. Le 5 janvier 1942, il attaque sans succès le cuirassé italien Littorio.
Le Unique quitte Holy Loch après un carénage, pour une patrouille dans le golfe de Gascogne le 7 octobre 1942. Il quitte son escorte au large des îles Scilly le 9. On ne le voit plus et on n'a plus de nouvelles de lui après cette date. Le sous-marin HMS Ursula est dans la zone le 10 et a rapporté avoir entendu des explosions sous-marines qui lui ont fait croire que le Unique était attaqué, bien que les Allemands n'aient pas revendiqué son naufrage. Le 24 octobre 1942, il est signalé qu'il est en retard, car il n'est pas arrivé à Gibraltar.

## Commandant
- Lieutenant (Lt.) Anthony Foster Collett (RN) du 19 septembre 1940 au 16 août 1941
- Lieutenant (Lt.) Arthur Richard Hezlet (RN) du 16 août 1941 au 24 août 1941
- Lieutenant (Lt.) Anthony Foster Collett (RN) du 24 août 1941 au 18 juin 1942
- Lieutenant (Lt.) Robert Evelyn Boddington (RN) du 18 juin 1942 au 24 octobre 1942

RN: Royal Navy